# لياندرو ديلغادو
لياندرو ديلغادو (بالإسبانية: Leandro Delgado)‏ (15 يوليو 1982 في تشيلي - ) هو مدرب كرة قدم ولاعب كرة قدم تشيلي في مركز الدفاع. شارك مع منتخب تشيلي لكرة القدم. أما مع النوادي، فقد لعب مع إيفرتون دي فينا ديل مار وكولو-كولو ويونيون إسبانيولا وهواتشيباتو وبويرتو مونت ‏ وديبورتيس إيكيكي ونادي كوبريلوا.

## وصلات خارجية
- لياندرو ديلغادو على موقع قاعدة بيانات كرة القدم.إي يو (الإنجليزية)
- لياندرو ديلغادو على موقع ناشيونال فوتبول تيمز (الإنجليزية)
- لياندرو ديلغادو على موقع Soccerway.com (الإنجليزية)
- لياندرو ديلغادو على موقع AS.com (الإسبانية)